# Walter Eisele
Walter Eisele (* 3. Dezember 1904 in Urach; † nach 1961) war ein deutscher Richter.

## Biographie
Eisele war Sohn eines Gymnasialrektors in Esslingen. Er war evangelischer Konfession und studierte von 1923 bis 1927 in Tübingen und München und legte 1930 die 2. Justizdienstprüfung ab. Seit 1923 war er Mitglied der Studentenverbindung Tübinger Königsgesellschaft Roigel (1933–1935 Tübinger Burschenschaft Roigel).
Eisele wirkte als Amtsgerichtsrat während des Dritten Reichs am Sondergericht Prag und am Landgericht Brünn. Der promovierte Jurist amtierte als Stellvertreter von Dr. Frey bei der 1. Strafkammer am Sondergericht Prag. Am 23. Januar 1941 beantragte er die Aufnahme in die NSDAP und wurde zum 1. April desselben Jahres aufgenommen (Mitgliedsnummer 8.247.991).
Neben seinen Tätigkeiten am Gericht nahm er die Aufgaben des Geschäftsleiters einer Kreisorganisation des NS-Rechtswahrerbundes wahr. Er galt als strikter Vertreter des Nationalsozialismus. In den Verhandlungen verhöhnte er oft die Angeklagten. So stellte er selbst bei der Verkündung des Todesurteils die rhetorische Frage: Angeklagter, Sie sind zum Tode verurteilt, gell?
Eisele hat an der Verhängung von 32 Todesurteilen mitgewirkt. Als er im April 1945 noch zum Volkssturm einberufen werden sollte, wurde er wegen seiner Tätigkeit am Sondergericht als unabkömmlich freigestellt. Nach der Internierung wurde er von US-Behörden an die Tschechoslowakei ausgeliefert. Vom Kreisstrafgericht Prag wurde er am 27. Januar 1948 zu fünf Jahren Haft wegen seiner NS-Tätigkeit in der besetzten Tschechoslowakei verurteilt. Zu diesem Zeitpunkt lagen dem Gericht die Akten über seine Tätigkeiten am Sondergericht Prag noch nicht vor.

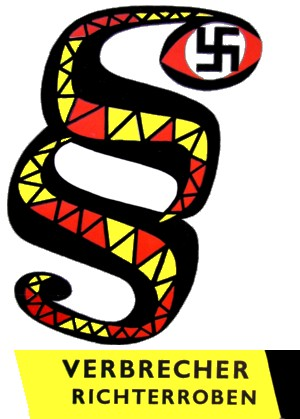
Publikation des Tschechoslowakischen Verbandes antifaschistischer Kämpfer.

Nach seiner Haft wurde er ausgewiesen. Am Oberlandesgericht Stuttgart konnte er erneut eine Tätigkeit als Oberlandesgerichtsrat ausüben. Von der DDR an die westdeutschen Behörden übermittelte Justizakten aus der NS-Zeit enthielten Hinweise auf eine mögliche Beteiligung an Justizverbrechen. Durch die Wanderausstellung „Ungesühnte Nazijustiz“, die Kopien nationalsozialistischer Justizakten in den Jahren 1959–1962 in zahlreichen deutschen Städten ausstellte, wurden die Unterlagen auch einer breiteren Öffentlichkeit zugänglich. Die Strafverfolgungsbehörden wurden jedoch erst tätig, als Eisele durch Ermittlungen in einem anderen Fall belastet wurde. Im Jahre 1959 leitete die Generalstaatsanwaltschaft Karlsruhe die Vorermittlung ein. Im Frühjahr erstattete der tschechoslowakische Verband antifaschistischer Kämpfer, eine Organisation ehemaliger Partisanen, Frontsoldaten und Widerstandskämpfer, formell Anzeige. Der Vorwurf lautete auf Rechtsbeugung in Tateinheit mit Totschlag. Die Ermittlungen wurden jedoch bald eingestellt. Wie in vielen anderen Fällen mutmaßlicher nationalsozialistischer Justizverbrechen sahen sich die Strafverfolgungsbehörden außerstande, den bewussten Tatvorsatz zur Rechtsbeugung nachzuweisen. Eisele übte sein Amt bis zu seiner Pensionierung im Juli 1962 aus.
Nach Bekanntwerden der Akten über Eisele am Sondergericht Prag in der Tschechoslowakei setzte man ihn auf die Liste der Kriegsverbrecher unter der Kennung A-38/65. Weiterhin stand er auf dem Alphabetical Index of War Criminals der United Nations War Crimes Commission.

## Todesurteile (Ermittelt)
- Ladislav Prager aus Tabor am 15. Januar 1943 wegen illegalem Schlachten (Az.: 7 K Ls 414/42)
- Josef Dumka aus Rohatec am 22. März 1943 wegen nicht gemeldetem Besitz von mehreren Säcken Getreide (Az.: 2 K Ls 33/43)
- Josef Prasek (sen.) aus Radikov wegen nicht abgeliefertem Getreide am 2. August 1943 (Az.: 6 K Ls 130/43-1473)
- Vaclav Janota aus Kral. Lhota am 3. November 1943 wegen nicht abgeliefertem Getreide (Az.: 3 K Ls 15/43-334/43)
- Oldrich Knezii aus Vlasim am 17. Januar 1944 wegen der Nichtentfernung der Einrichtung aus einem Rundfunkapparat, so dass damit Sendungen im Kurzwellenbereich empfangen werden konnte. (Az.: 4 K Ls 381/43-I-2390/43)

## Referenzen
- Československý Svaz Protifašistických Bojovníků: Verbrecher in Richterroben. Dokumente über die verbrecherische Tätigkeit von 230 nazistischen Richtern und Staatsanwälten auf dem okkupierten Gebiet der Tschechoslowakischen Republik, die gegenwärtig in der westdeutschen Justiz dienen. Orbis, Prag 1960.
- Norbert Podewin (Hrsg.): Braunbuch – Kriegs- und Naziverbrecher in der Bundesrepublik und in Berlin (West).  Mit einer kritischen Würdigung und einem Gespräch mit dem Leiter der damaligen Arbeitsgruppe, Gerhard Dengler. Reprint der Ausgabe 1968 (3. Auflage). Edition Ost im Verlag Das Neue Berlin, Berlin 1968, ISBN 3-360-01033-7.
- Wolfgang Koppel: Ungesühnte Nazijustiz. Hundert Urteile klagen ihre Richter an. Herausgegeben im Auftrag des Organisationskomitees der Dokumentenausstellung „Ungesühnte Nazijustiz“ in Karlsruhe. Selbstverlag, Karlsruhe 1960.